# Compromís per València

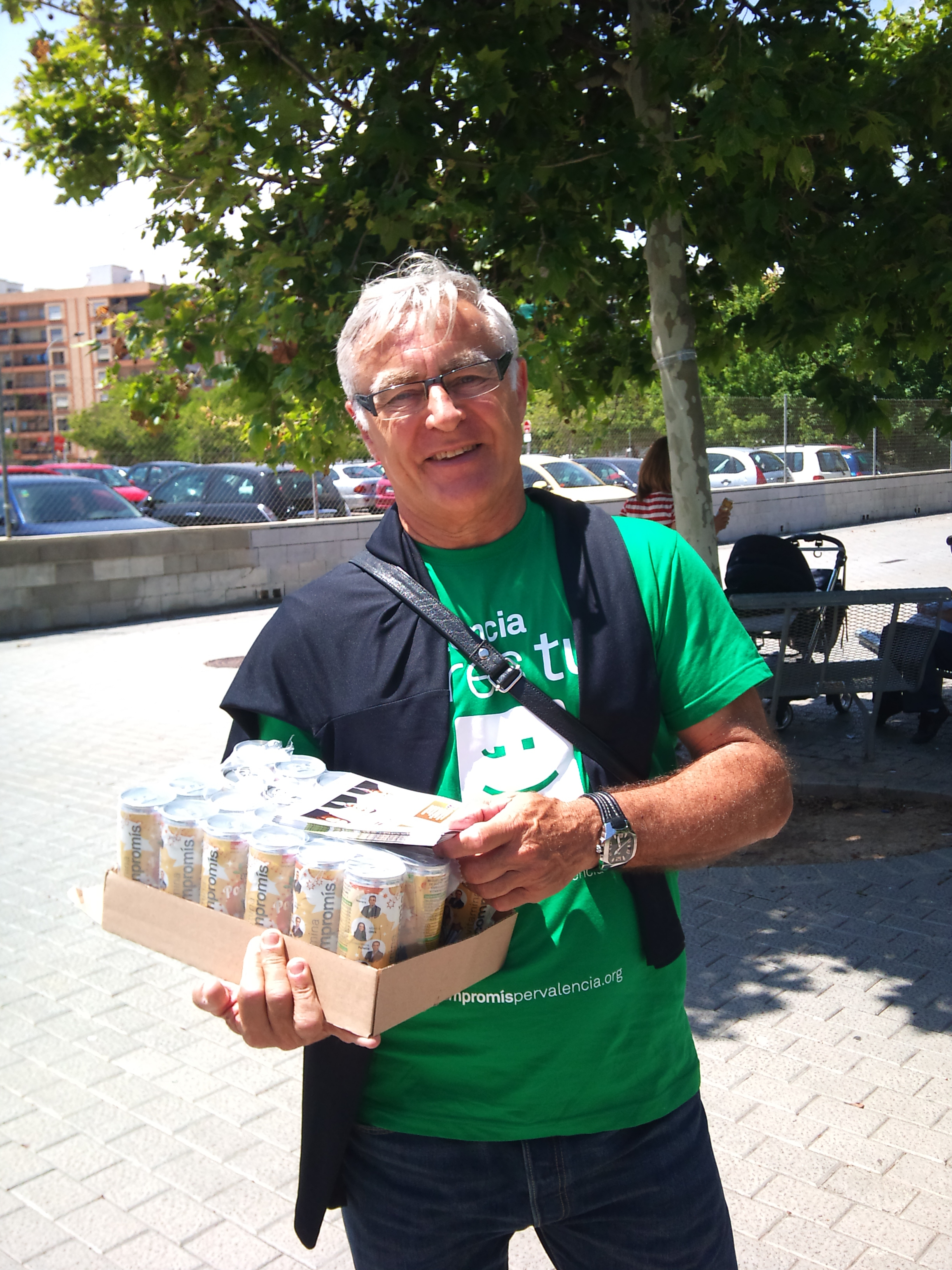
Joan Ribó, en campanya com a candidat a l'alcaldia de València per la Coalició Compromís: BLOC-Iniciativa-Verds.

Compromís per València és el nom que rep la candidatura municipal a la ciutat de València de Compromís. Va nàixer com una coalició electoral integrada pel Bloc Nacionalista Valencià (BLOC), Iniciativa del Poble Valencià (Iniciativa), Els Verds Esquerra Ecologista del País Valencià (EV-EE) al que se sumaren un conjunt de plataformes ciutadanes com Projecte Obert, d'on procedeix el cap de llista de la coalició Joan Ribó.

## Història

### Orígens
La coalició naix com a candidatura a les eleccions locals de 2011 a la ciutat de València per part de la Coalició Compromís. Es tractava d'una coalició inèdita a la ciutat, ja que a les anteriors eleccions locals de 2007 l'acord entre Esquerra Unida del País Valencià i el BLOC, principals formacions de l'anterior Compromís pel País Valencià (a nivell autonòmic) no fructificà, fet que provocà que al consistori municipal cap dels partits (només va presentar-se EUPV, que per primera vegada en la seua història va quedar sense representació municipal) assoliren els vots mínims per obtindre representació. El trencament intern d'EUPV en dues forces polítiques diferenciades, permeté a les forces restants signar aquesta coalició per als comicis de 2011.
La candidatura de la coalició, encapçalada per l'ex dirigent d'EUPV Joan Ribó, es va presentar el 12 de juny de 2010 al Teatre El Micalet de València. A més de Ribó, a la candidatura van estar Consol Castillo (BLOC), Maria Pilar Soriano (IdPV), Giuseppe Grezzi (EV-EE) i Pere Fuset (BLOC). Compromís per València va obtenir 3 regidors amb 35.881 vots, el 9,03% dels vots emesos a la ciutat.

### Primera legislatura
Des de Compromís per València es va designar al dibuixant gràfic Ortifus com a component del jurat que elegiria quin seria el monument municipal a les Falles 2013. Joan Ribó justificà la decisió com un acte per a posar en valor la falla de l'Ajuntament. També han denunciat que l'automòbil personal de l'alcaldessa de València, Rita Barberà i Nolla haja estat estacionat durant un llarg període a l'aparcament de l'Ajuntament, en un estat proper al d'abandó. Rita Barberà justificà el fet adduint motius de seguretat. 
En setembre de 2012, Joan Ribó va demanar públicament que algun dels regidors de la seua formació poguera tindre l'opció de portar a Reial Senyera durant els actes de la Diada del Nou d'Octubre. Alhora, van demanar a l'alcaldessa de València, Rita Barberà, que no donara sols eixa opció als regidors que entraren al Te Deum que durant la Processó Cívica es realitzen a la Catedral de València, sinó a qualsevol regidor independentment de les seues creences. Finalment, l'alcaldessa de València va decidir que el portador fóra el regidor socialista Joan Calabuig, qui sí que estava disposat a participar en els actes religiosos.

### Eleccions municipals de 2015
Coalició Compromís, i Compromís per València com a candidatura municipal, van elegir per eleccions primàries als candidats per a les eleccions a les Corts Valencianes de 2015 i municipals de 2015. Joan Ribó i Canut va ser reelegit com a cap de llista en ser l'únic candidat que va presentar-se. Al cens de les primàries es van apuntar 5.458 persones, més d'un 10% dels més de 40.000 inscrits al conjunt del País Valencià. Les votacions es van fer a finals de gener de 2015, primer amb opció a vot per via telemàtica i el 31 de gener es van obrir urnes presencials al Centre Octubre.

## Resultats electorals
| Elecció | Vots    | %     | Escons  | +/– | Candidat          | Govern   |
| ------- | ------- | ----- | ------- | --- | ----------------- | -------- |
| 2011    | 35.881  | 9,03  | 3 / 33  | Nou | Joan Ribó i Canut | Oposició |
| 2015    | 95.958  | 23,28 | 9 / 33  | 6   | Joan Ribó i Canut | Coalició |
| 2019    | 106.395 | 27,44 | 10 / 33 | 1   | Joan Ribó i Canut | Coalició |
| 2023    | 99.122  | 24,19 | 9 / 33  | 1   | Joan Ribó i Canut | Oposició |